# Сорокопутовые
Сорокопутовые (лат. Laniidae) — семейство птиц отряда воробьинообразных. Известны своей особенностью ловить насекомых, мелких птиц, млекопитающих и других мелких животных и накалывать их на шипы и колючки растений. Это помогает им разрывать плоть на мелкие, более удобные для заглатывания куски. При этом они часто складируют животных и возвращаются к недоеденным остаткам позже. Это позволяет питаться ядовитыми для других хищников насекомыми — летучие яды просто испаряются во время хранения. Обычно клюв у сорокопутовых загнут, как у других хищных птиц.
Большинство видов сорокопутовых встречается в Евразии и Африке, и только два вида обитают в Северной Америке. Представители данного семейства отсутствуют в Южной Америке и Австралии.
Семейство сорокопутовых насчитывает 34 вида в двух родах:
- Род Lanius — Сорокопуты
  - Lanius corvinus Shaw,1809 — Желтоклювый сорокопут
  - Lanius melanoleucus Jardine, 1831 — Сорочий сорокопут
  - Lanius cabanisi — Сероспинный сорокопут
  - Lanius excubitoroides — Сероплечий сорокопут
  - Lanius dorsalis — Пегий сорокопут
  - Lanius excubitor — Серый сорокопут
  - Lanius somalicus — Сомалийский сорокопут
  - Lanius ludovicianus — Американский жулан
  - Lanius giganteus
  - Lanius sphenocercus — Клинохвостый сорокопут
  - Lanius meridionalis — Пустынный сорокопут
  - Lanius borealis
  - Lanius nubicus — Маскированный сорокопут
  - Lanius newtoni — Сорокопут Ньютона
  - Lanius humeralis
  - Lanius gubernator — Сорокопут-губернатор
  - Lanius mackinnoni — Белобровый сорокопут
  - Lanius souzae — Рыжеспинный сорокопут
  - Lanius collaris — Сорокопут-прокурор
  - Lanius minor — Чернолобый сорокопут
  - Lanius senator — Красноголовый сорокопут
  - Lanius collurioides — Бирманский жулан
  - Lanius tigrinus — Тигровый сорокопут
  - Lanius vittatus — Индийский жулан
  - Lanius isabellinus — Рыжехвостый жулан
  - Lanius collurio — Обыкновенный жулан
  - Lanius phoenicuroides — Туркестанский сорокопут
  - Lanius validirostris — Филиппинский сорокопут
  - Lanius cristatus — Сибирский жулан
  - Lanius bucephalus — Японский сорокопут
  - Lanius schach — Длиннохвостый сорокопут
  - Lanius tephronotus — Тибетский сорокопут
- Род Eurocephalus — Белошапочные сорокопуты
  - Eurocephalus rueppelli — Белошапочный сорокопут Рюппеля
  - Eurocephalus anguitimens — Обыкновенный белошапочный сорокопут